# Cornet d'alimentation
Pour les articles homonymes, voir Cornet.

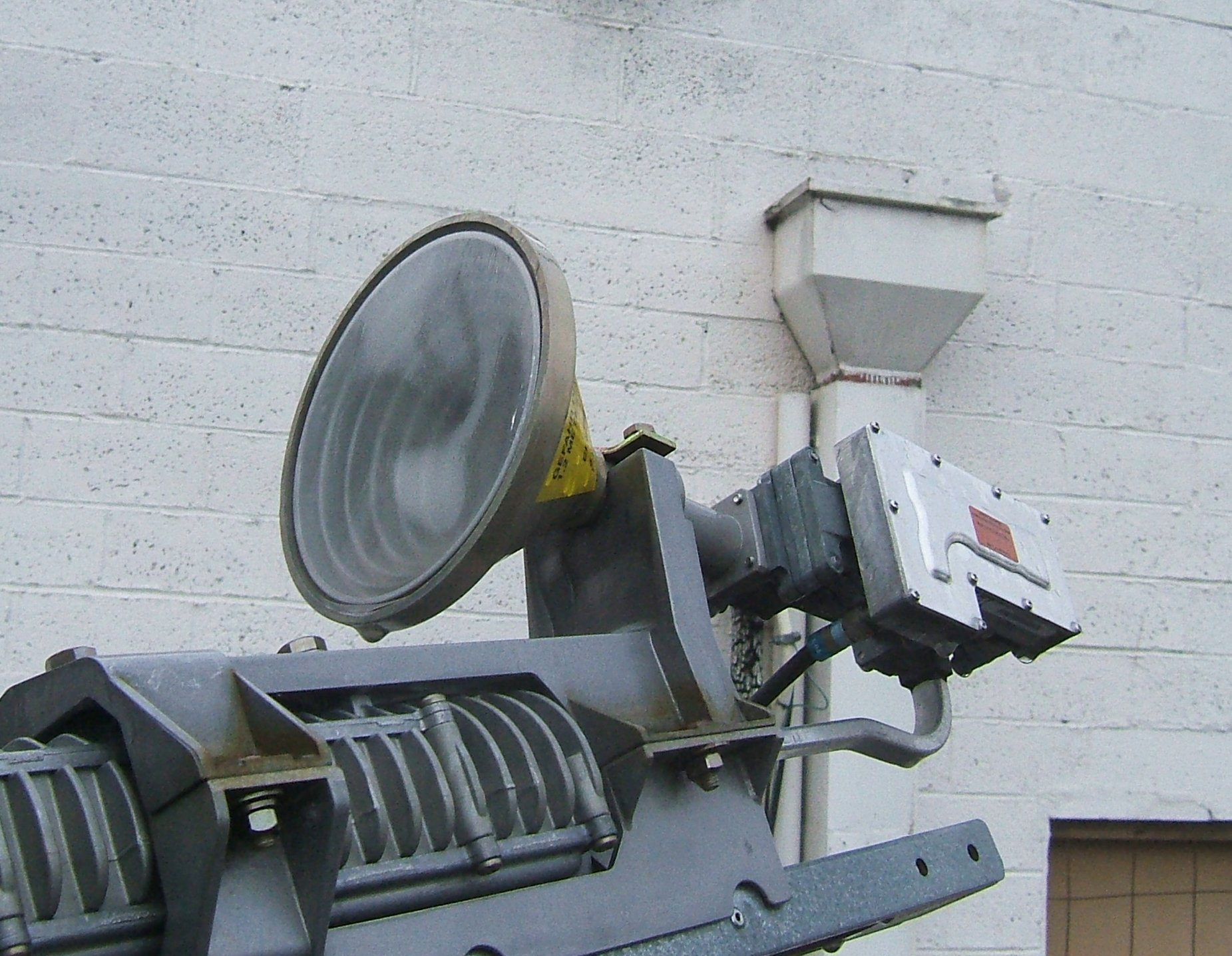
Cornet d'alimentation monté sur un bras décentré d'une antenne parabolique de réception de satellite domestique.

Le cornet d'alimentation est une petite antenne cornet qui améliore le transfert des signaux par l'élargissement du guide d'ondes acheminant le signal utile. Ce dispositif permet de faire le passage à l'espace libre d'une onde radioélectrique venant de l'émetteur pour qu'elle puisse atteindre le réflecteur d'une antenne parabolique qui la réfléchira en faisceau vers l'infini (champ lointain). De façon similaire, le cornet d'alimentation peut servir de point de captation en réception d'une antenne réceptrice.

## Principe
L’onde électromagnétique transite par un guide d'ondes ou un câble coaxial depuis le transmetteur, un appareil comportant un oscillateur local dont l'onde sera modulée puis amplifiée, vers l’antenne. Pour l’émettre dans l’espace libre, on pourrait juste laisser l’extrémité du guide d’ondes ouverte mais la variation d’impédance à la frontière entre les deux milieux causerait une réflexion d’une partie de l’onde. Il est essentiel de rendre le changement graduel en utilisant une section de guide d’ondes en forme de cornet évasé. Le même principe s'applique lorsque l'antenne est utilisée pour la réception.
Plus l’ouverture du cornet est grande (sa largeur) et son évasement est graduel (sa profondeur), plus le signal radar sera focalisé dans la direction désirée. On peut démontrer que son gain est proportionnel à la largeur multipliée par sa profondeur. 
Dans la plupart des antennes paraboliques, l’ouverture du cornet est fermée par une plaque de fibre de verre ou de polystyrène pour empêcher l’humidité et les saletés d’entrer dans le guide d’ondes. Si le guide d’ondes est à atmosphère contrôlée sèche, la plaque sera en céramique ou en quartz. Dans tous les cas, la plaque est transparente aux ondes radio et n’interfère donc pas avec la transmission.

## Polarisation
Dans le cas d'un signal émis, la polarisation de l'onde se fera selon l'orientation et le type du cornet d'alimentation. Dans le cas de la réception, l'orientation du cornet filtrera les ondes qui n'ont pas la polarisation désirée. Il est ainsi possible d'émettre ou de recevoir en onde polarisée horizontalement, verticalement ou circulairement (lévogyre ou dextrogyre).

## Positions

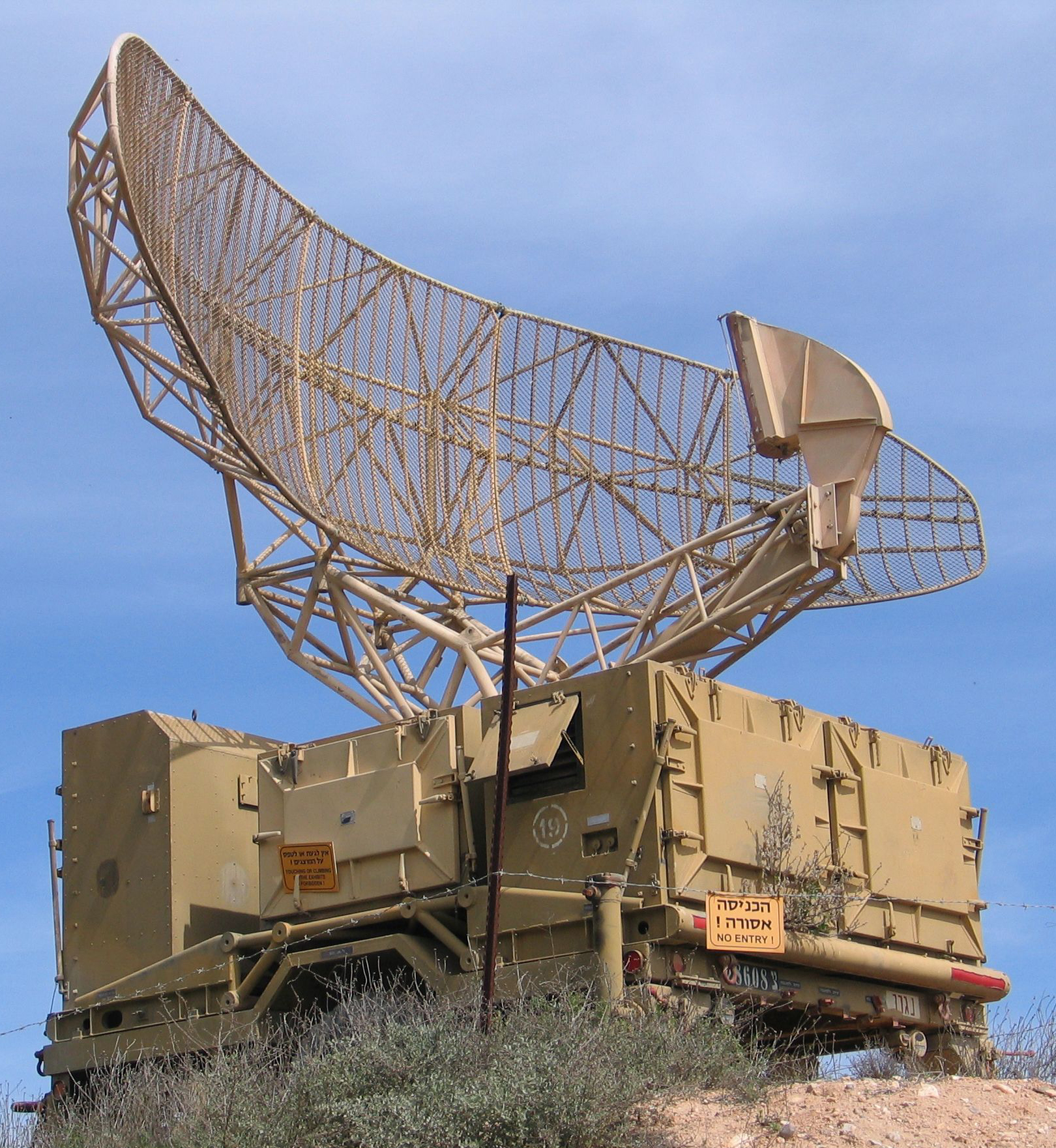
Cornet d'alimentation d'un radar militaire placé en position centrée.

Il existe quatre positions du cornet, source primaire  alimentant les antennes paraboliques : 
1. les antennes avec source centrée,
2. les antennes avec source décalée (antenes offset),
3. les antennes Cassegrain
4. et les antennes Grégoriennes.

Dans les antennes à foyer primaire, la source est placée dans l'axe du lobe principal de l'antenne. Cette disposition fait que la source constitue un masque optique pour la propagation des ondes et le rendement, donc le gain global de l'antenne est diminué. Pour éviter l'inconvénient du montage foyer-primaire, il est courant de décentrer la source, le réflecteur est alors une portion de paraboloïde au contour elliptique : on parle alors de source décalée. 
Pour rendre plus compacte une antenne de grande focale, on utilise le montage de type Cassegrain commun dans les télescopes. Celui-ci utilise un réflecteur secondaire, qui peut être plan ou hyperbolique, au point focal du réflecteur principal et lui faisant face. Le cornet émetteur se trouve alors entre les deux réflecteurs et émet vers le réflecteur secondaire. Le montage appelé « parabole grégorienne » (dite aussi de Grégory, nom de l'inventeur) est un montage décalé utilisant un réflecteur secondaire comme le montage Cassegrain. Ce sub-réflecteur présente sa face concave côte réflecteur, alors qu'en montage Cassegrain, nous avions la face utile en convexe.